# Apple S2
Apple S2 — інтегрований комп'ютер у Apple Watch Series 2, який Apple Inc. описує як «систему в пакеті» (SiP).
Він був представлений 7 вересня 2016 року з дуже обмеженою інформацією про характеристики. Apple стверджує, що його два ядра забезпечують на 50 % вищу продуктивність, а графічний процесор забезпечує вдвічі більшу продуктивність, порівняно з його попередником — Apple S1. Система в пакеті Apple S1P, який використовується в Apple Watch Series 1, є ідентичним за характеристиками до Apple S2, який відрізняється лише відсутністю функції GPS.

## Конструкція системи в пакеті
Apple S2 використовує монтажний прикладний процесор, який разом із 512 МБ пам'яті, сховищем на 8 ГБ та допоміжними процесорами для бездротового підключення, GPS, датчиків і пристроїв вводу/виводу утворюють повноцінний комп'ютер в одному пакеті. Apple Sц заповнений смолою для міцності.

### Компоненти
Пристрій має такі дискретні компоненти, як Wi-Fi, Bluetooth, GPS, NFC, сенсорний контролер, акселерометри, барометричний датчик і оперативну пам'ять. Загалом в одному Apple S2 інтегровано 42 окремі кремнієві матриці.

## Зображення

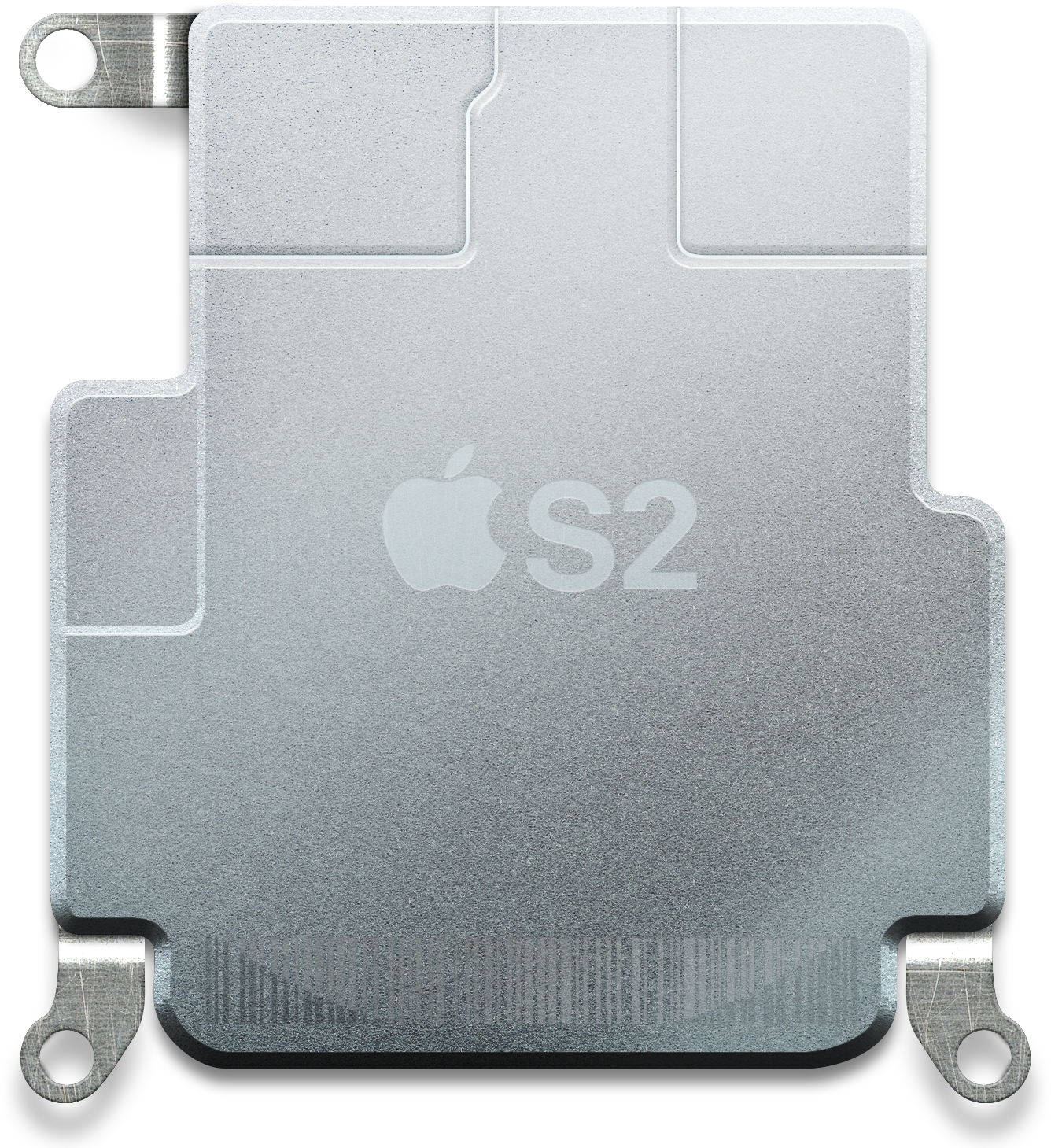
Ілюстрація інкапсульованого пакета S2.
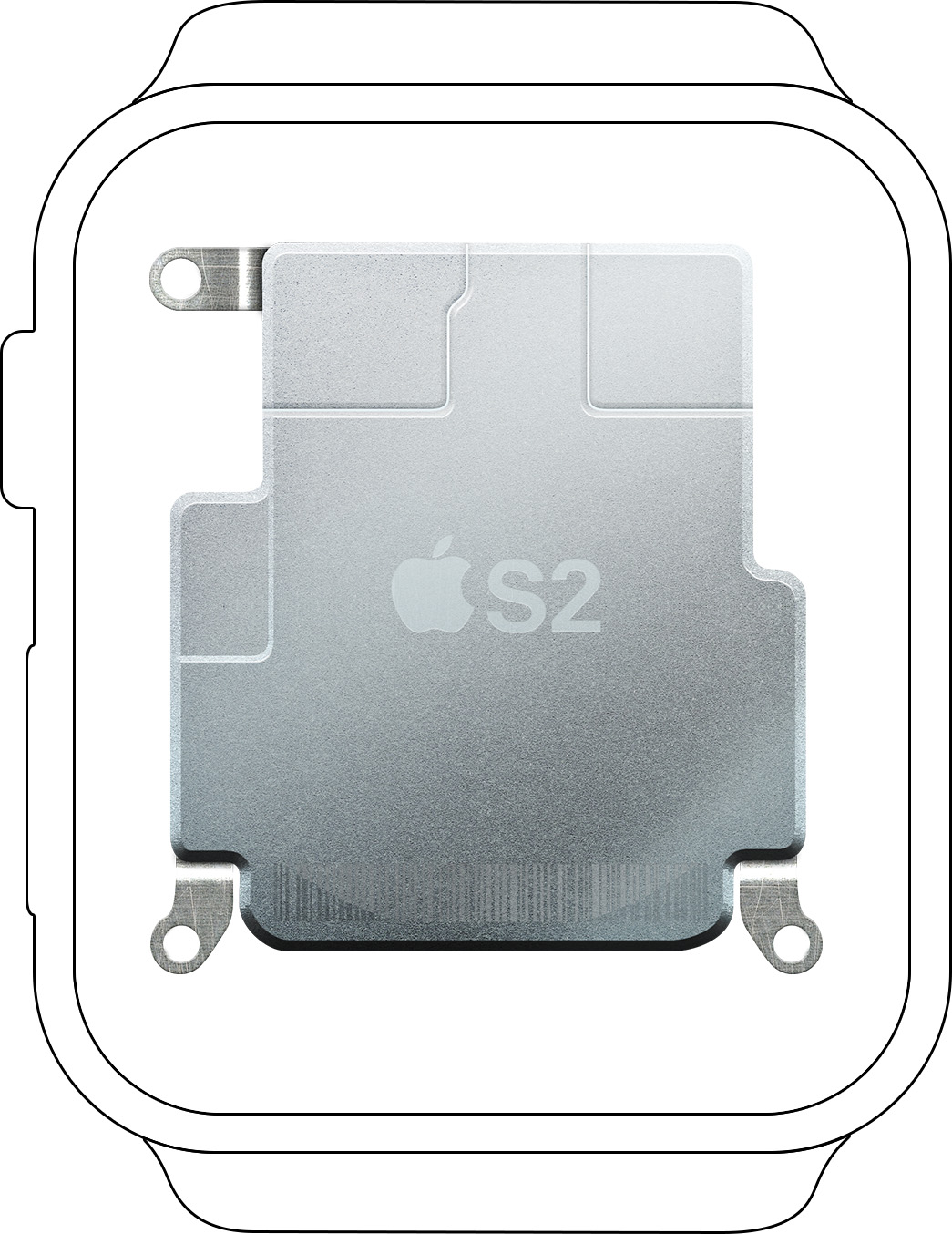
Розмір Apple S2 порівняно з корпусом Apple Watch Series 2.